# Nannocyrtopogon irvinei
Nannocyrtopogon irvinei is een vliegensoort uit de familie van de roofvliegen (Asilidae). De wetenschappelijke naam van de soort is voor het eerst geldig gepubliceerd in 1957 door Wilcox and Martin.